# Maurice Cullen
Pour les articles homonymes, voir Cullen.
Maurice Galbraith Cullen est un artiste peintre canadien, né le 6 juin 1866 et mort le 28 mars 1934. Il est surtout connu pour ses paysages d'hiver.

## Biographie
Maurice Cullen naît le 6 juin 1866 à Saint-Jean de Terre-Neuve. Sa famille déménage à Montréal en 1870.  En 1884, Maurice Cullen étudie à l’Institut national des beaux-arts et des sciences auprès de l’abbé Chabert  et au Monument National auprès du sculpteur Louis-Philippe Hébert. La mère de Maurice Cullen décède le 17 août 1887 et lui laisse un modeste héritage de deux mille dollars. C'est avec cet argent qu' en 1889, alors âgé de 22 ans, que le jeune peintre se rend à Paris pour y étudier la peinture. Il étudie à l'académie Julian  de 1888 à 1889. Il étudie ensuite auprès de Jean-Léon Gérôme et Jules-Élie Delaunay à l'École des beaux-arts de Paris où il apprend la peinture académique française traditionnelle. Il fait la rencontre James Wilson Morrice et William Brymner et découvre l'impressionnisme et l’École de Barbizon. En 1895, il devient le premier Canadien à être élu membre associé de la Société nationale des beaux-arts de Paris. La même année, Cullen décide de revenir à Montréal. Il ouvre son propre studio et présente des œuvres à l’exposition d’automne, la Kermesse, organisée au profit de l’hôpital Notre-Dame de Montréal. Le 14 décembre 1895, son ami William Brymner, le présente au Pen and Pencil Club de Montréal. Au cours de l’hiver de 1897, Cullen et Morrice peignent sur la Côte-de-Beaupré. C’est à ce moment que Cullen commence à peindre des paysages hivernaux et développe ce qui allait devenir plus tard l’une de ses marques de commerce. En 1899, Maurice Cullen est admis comme membre associé à l'Académie Royale des arts du Canada, puis membre élu en 1907. La même année, il entreprend un voyage à Terre-Neuve pour aller visiter son père. Il en profite pour réaliser une série d’œuvres représentant les paysages colorés de l’endroit. Il fait également la rencontre de Barbara Pilot, veuve de cinq enfants, qu'il épouse le 3 novembre 1910. L’années suivante, Cullen déménage toute sa famille à Montréal et il commence à enseigner à l'Art Association of Montreal. Il y enseigne la peinture sur le motif à plusieurs artistes comme Edwin Holgate, Mabel Lockerby, Prudence Heward et son beau-fils Robert Pilot. Il est enrôlé dans l'armée en janvier 1918 pour combattre au sein des forces canadiennes durant la Première Guerre mondiale. Il fait alors la connaissance de Lord Beaverbrook qui lui permet de devenir peintre de guerre officiel. À son retour d'effort de guerre en 1919, Maurice Cullen reprend l’enseignement à l’Art Association of Montreal. Il participe aussi aux expositions annuelles de l’Académie royale des arts du Canada et à l’exposition du printemps de l’Art Association of Montreal. Grâce à ces expositions, il se fait connaître du commerçant d’art William Watson qui lui consacre, à compter de 1923, des expositions annuelles dédiées à son œuvre. À partir de 1923, Cullen  concentre ses efforts sur les paysages des Laurentides. Souffrant de diabète, il quitte la ville pour emménager à Chambly en 1926 afin de mener un train de vie plus tranquille. Il en profite pour peindre et préparer son matériel pour sa rétrospective à la Galerie d’art Watson. L'exposition a lieu en janvier 1934. Il meurt peu de temps après le 28 mars 1934 à l'âge de 67 ans. 

## Citation
« À une certaine heure du jour, même le sujet le plus ordinaire est magnifique. »

## Honneurs
- 1895 : Premier canadien à être élu membre associé de la Société nationale des beaux-arts de Paris
- 1899 : Élu membre associé de l’Académie royale des arts du Canada
- 1904 : Médaille de bronze à la Louisiana Purchase Exhibition de St-Louis au Missouri
- 1907 : Membre élu de l’Académie royale des arts du Canada (morceau d’académie: Nuit d’été)
- 1911, 1913 : Remporte le prix Jessie Dow de l’Art Association of Montreal
- 1912 : Élu premier vice-président du Arts Club de Montréal (fondé à son atelier)

## Œuvres choisies

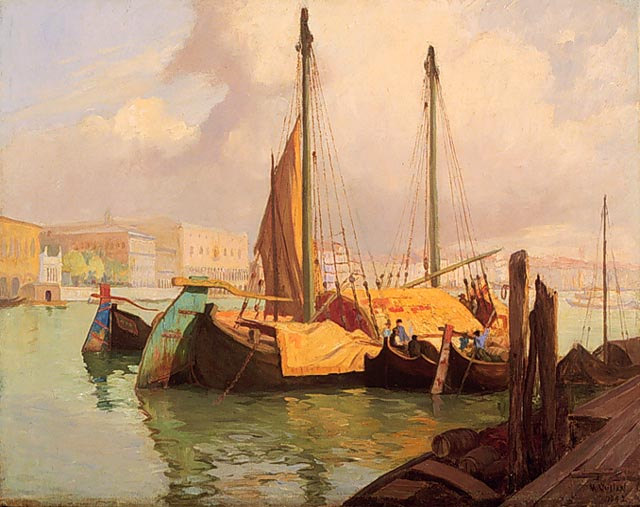
Customs Port, Venice, 1897
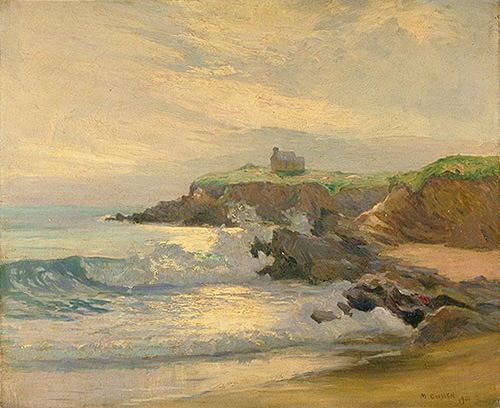
Rising Tide, Le Pouldu, Bretagne, 1901
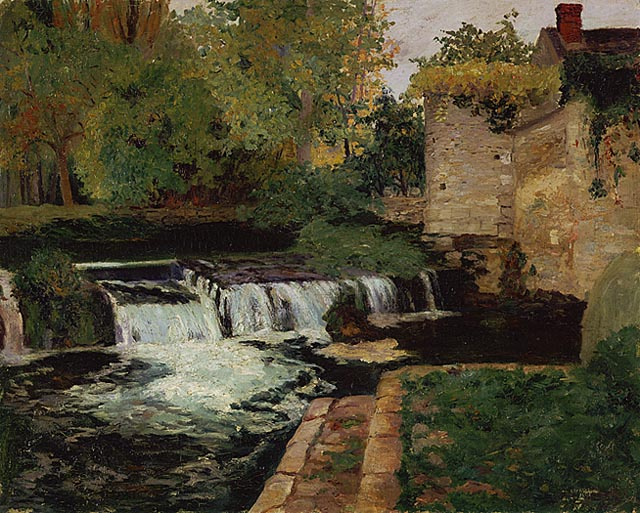
The Mill Stream, 1905
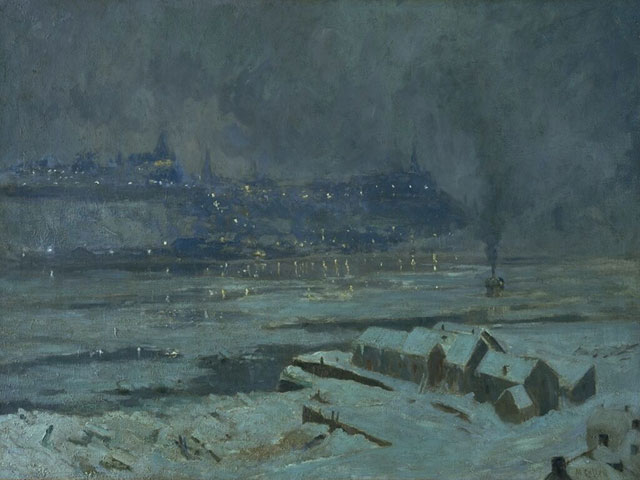
Ice Breaking, L'Assomption, 1914
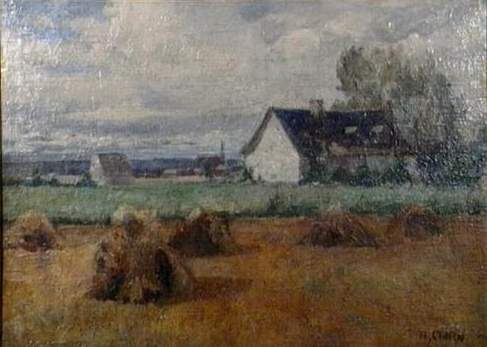
Ile d'Orleans landscape
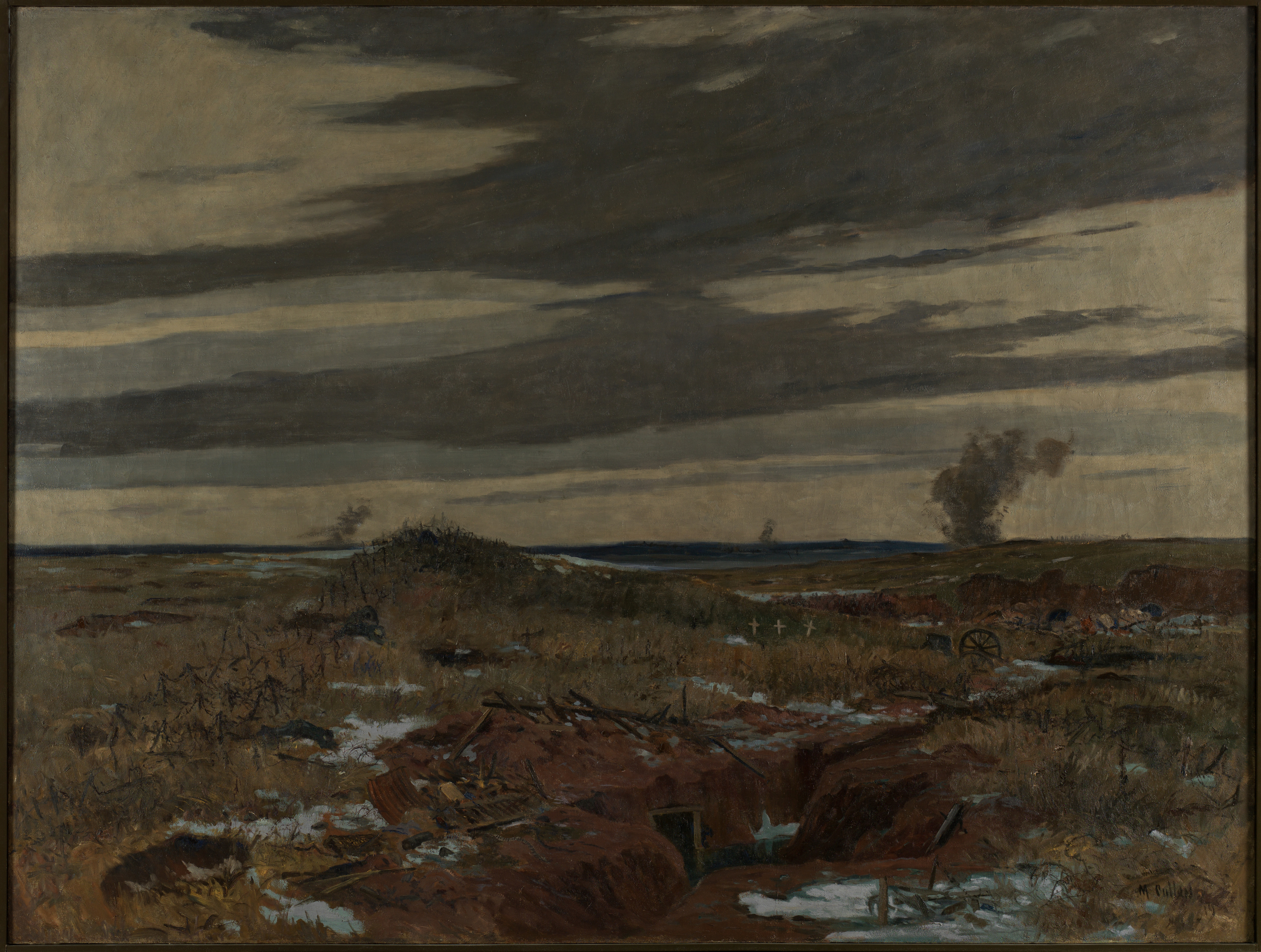
No Man's Land (Douai plain, France), 1920
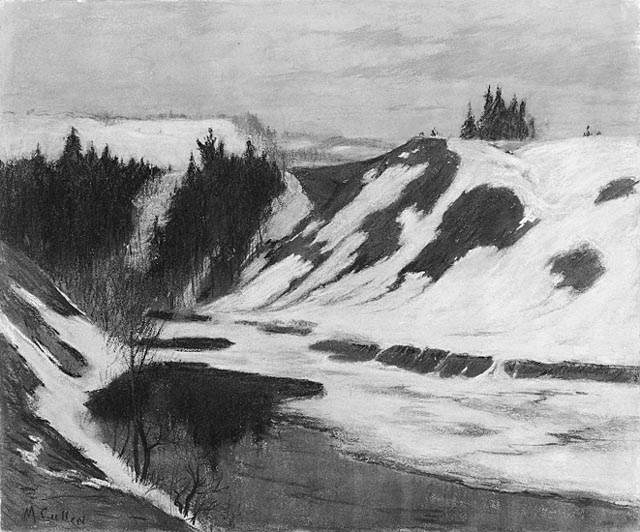
The North River

## Musées et collections publiques
- Agnes Etherington Art Centre
- Art Gallery of Greater Victoria
- Art Gallery of Hamilton[8]
- Confederation Centre Art Gallery & Museum
- Musée canadien de la guerre[9]
- Musée des beaux-arts de l'Ontario
- Musée des beaux-arts de Montréal[10]

- Musée national des beaux-arts du Québec[11]
- Musée des beaux-arts du Canada[6]
- Musée Pierre-Boucher
- RiverBrink Art Museum
- Univers culturel Saint-Sulpice
- Vancouver Art Gallery